# Die seltsamen Abenteuer des Hiram Holliday
Die seltsamen Abenteuer des Hiram Holliday ist eine US-amerikanische Fernsehserie, die für die NBC, basierend auf den gleichnamigen Kurzgeschichten von Bestsellerautor Paul Gallico, in Schwarz-Weiß produziert wurde. Von den insgesamt 26 Folgen blieben die letzten drei bisher unausgestrahlt, da die Serie vorzeitig aus dem Programm genommen wurde.
Eine deutsche Fassung der Serie wurde in den frühen 1960er Jahren im Regionalprogramm der ARD ausgestrahlt. Der Titel erscheint in damaligen Programmzeitschriften als Die Abenteuer des Hiram Holliday oder auch Die Abenteuer des Hiram Holiday mit abweichender Schreibweise des Namens – Holiday statt Holliday. Am 14. und 15. Juli 2018 strahlte der Privatsender Family TV die ersten 11 Episoden in Deutschland aus.
Eine 2013 in der Reihe Pidax Serien-Klassiker veröffentlichte DVD benutzt den Titel Die seltsamen Abenteuer des Hiram Holliday.

## Serienkonzept
Hiram Holliday (Wally Cox) ist ein eher unauffälliger Lektor einer großen New Yorker Zeitung, der sich durch Bescheidenheit und Gutmütigkeit auszeichnet. Er ist klein, trägt eine Brille und eher altmodische Anzüge sowie einen Regenschirm. Was seine Kollegen nicht ahnen, ist, dass er sich  heimlich zu einem wahren Spitzenathleten trainiert hat, der es ohne weiteres mit einem James Bond aufnehmen könnte. Seinen Regenschirm versteht er wie eine Fechtwaffe zu führen.
Als Dank für eine kleine Gefälligkeit (er hatte in einem Artikel ein fehlendes Komma eingefügt und so den Verlag vor einer großen Schadensersatzforderung bewahrt), schickt ihn sein Verleger Harrison Prescott (Thurston Hall) zusammen mit Reporter Joel Smith (Ainslie Pryor) auf eine große Weltreise. Auf seiner Reise erlebt Hiram atemberaubende Abenteuer, bei denen er auch oft dem Schurken Monsieur Cerveaux sowie Spionen und Mördern gegenübersteht, über die er dann für seine Zeitung berichtet.